# Tunisie ottomane
1574–1705
Entités précédentes :
- Sultanat hafside

Entités suivantes :
- Beylicat de Tunis

La période de la Tunisie ottomane couvre une ère allant de 1574 jusqu'en 1705, marquée par la présence ottomane, tantôt effective tantôt nominale, ainsi que par une succession de plusieurs systèmes politiques.
Avant 1574, date de la conquête effective de la Tunisie par les Ottomans, ces derniers ont conquis, à plusieurs reprises et pour des périodes brèves, la Tunisie avant de la reperdre au profit des Hafsides et des Espagnols.
En 1705, la Régence de Tunis devient un pays indépendant de facto, marquant la fin de la domination directe des Ottomans.

## Chronologie

### De 1534 à 1573: périodes discontinues de contrôle ottoman
Entre 1534 et 1573, la Tunisie est à plusieurs fois conquise par les Ottomans puis reconquise par les Hafsides et leurs alliés espagnols :
- Le 22 août 1534, Khayr ad-Din Barberousse s'empare de Tunis pour le compte de l'Empire ottoman[1] et parvient même à installer une garnison à Kairouan.
- Du 16 juin au 21 juillet 1535, une expédition de Charles Quint parvient à reconquérir Tunis et à replacer le sultan hafside Muhammad V al-Hassan sur le trône et sous sa protection.
- Du 9 au 14 mai 1560, la bataille de Djerba se solde par la conquête de l'île par les Ottomans.
- En 1569, les Ottomans parviennent à reconquérir Tunis ; ils s'y maintiennent jusqu'en 1573 quand une expédition espagnole commandée par Juan d'Autriche reprend la ville, restaurant le pouvoir hafside – vassal des Espagnols – pour une durée de près d'un an, avant la conquête définitive de la Tunisie par les Ottomans.

### De 1574 à 1590: administration turque directe
En 1574, la Tunisie tombe sous l'emprise ottomane au terme de la bataille de Tunis, qui a lieu du 15 juillet au 3 septembre. Une période d'administration ottomane directe s'ensuit et dure jusqu'en 1590, date à laquelle les janissaires s'insurgent, plaçant à la tête de l’État un dey et, sous ses ordres, un bey chargé du contrôle du territoire et de la collecte des impôts. Ce dernier ne tarde pas à devenir le personnage essentiel de la régence aux côtés du pacha, qui reste confiné dans le rôle honorifique de représentant du sultan ottoman.

### De 1590 à 1613: pouvoir des deys
À partir de 1590, le dey, qui est le commandant militaire du territoire élu par le diwan, devient le véritable maître du pays. Ibrahim Roudesli est élu comme premier dey de Tunis (1590-1592). Il est suivi par Moussa Dey (1592-1593), Othman Dey (1593-1610) et Youssef Dey (1610-1637). Néanmoins, les deys perdent le pouvoir effectif au profit du bey Mourad en 1613.

### Après 1613: pouvoir des dynasties beylicales
Le bey, dont la fonction est à l'origine celle d'un simple préfet représentant l'Empire ottoman à Tunis, devient le personnage central de l'administration territoriale ottomane en Tunisie à partir de 1613.

#### De 1613 à 1702: beys mouradites
En 1613, Mourad Ier instaure la dynastie beylicale héréditaire des Mouradites. Six beys de la dynastie se succèdent au pouvoir jusqu'en 1702.
La période mouradite connaît une guerre de succession à partir de 1675, à la suite de la mort du bey Mourad II.

#### De 1675 à 1705: Révolutions de Tunis
La guerre de succession mouradite, ou « Révolutions de Tunis », voit s'affronter plusieurs belligérants, soit tour à tour Ali Bey El Mouradi et Mohamed Bey El Mouradi, fils de Mourad II Bey, le frère de celui-ci et pacha de Tunis, Mohamed El Hafsi El Mouradi, plusieurs deys de Tunis, la milice turque de Tunis et le dey d'Alger. Elle s’achève par le coup d'État d'Ibrahim Cherif (1702-1705) qui se fait nommer dey, bey et pacha à la fois.

#### Après 1705: Tunisie indépendante
Le 10 juillet 1705, Ibrahim Cherif est battu par le dey d'Alger pendant qu'il combat le bey de Tripoli pour la possession de l'île de Djerba. Capturé, il est emmené à Alger. Cinq jours plus tard, l'agha des spahis, revenu à Tunis avec les débris de l'armée de Cherif, fils du gouverneur du Kef Ali el-Turki, est élu bey par le diwan. Il inaugure ainsi la nouvelle dynastie beylicale des Husseinites sous le nom de Hussein Ier Bey.
Les Husseinites, restent fidèles à la Sublime Porte, mais règnent en monarques. La Tunisie est alors dotée de sa propre monnaie et d'une armée indépendante, et elle adopte en 1831 son drapeau. 
Bien que le beylicat n'appartienne plus à l'Empire ottoman dès 1705, les Ottomans revendiquent les régences d'Afrique du Nord jusqu'au premier quart du XXe siècle et ne reconnaissent le protectorat français de Tunisie qu'en 1923.